# Terras de Basto
Terras de Basto é uma antiga unidade judicial medieval portuguesa, limitado a norte por Cabeceiras de Basto, e a sul por Celorico de Basto. Constituía uma pequena sub-região com características próprias, compreendendo uma vasta circunscrição administrativa na bacia média do Tâmega. Em 1258 já estava organizada com três julgados: o de Cabeceiras de Basto, o de Celorico de Basto e o de Amarante. Este último estava quase limitado à vila e a Telões, sede de vários mosteiros e de importante fidalguia medieval. Em 1220, a circunscrição compreendia ainda Mondim de Basto e algumas localidades dos concelhos de Amarante e Felgueiras, Ribeira de Pena e Vieira do Minho.